# ألفريد روب
ألفريد روب (بالإنجليزية: Alfred Robb)‏ (و. 1873 – 1936 م) هو فيزيائي من المملكة المتحدة . ولد في بلفاست .
وكان عضواً في الجمعية الملكية .

## جوائز
حصل على جوائز منها:
- زميل في الجمعية الملكية
- صليب الجيش 1914-1918.